# Alec Trevelyan
Alec Trevelyan (006) es el villano principal en la decimoséptima película de la saga James Bond, GoldenEye. Es interpretado por el actor Sean Bean. La apariencia de Sean Bean como Alec Trevelyan también fue utilizada para el videojuego de 1997, GoldenEye 007. 
En los videojuegos GoldenEye 007 (videojuego de 2010) y GoldenEye 007: Reloaded (2011) se usó la apariencia física del actor inglés Elliot Cowan.

## Biografía del personaje

### Infancia
Alec Trevelyan era, al parecer, hijo único. Sus padres eran cosacos. Su pueblo nómada había ayudado al Partido Nazi durante la Segunda Guerra Mundial, hasta que se rindieron ante el Ejército Británico en Austria. Los cosacos tenían la esperanza de que se unirían al Gobierno Británico; y así podrían ayudarlos en su lucha contra el comunismo. Al contrario, el Gobierno Británico se los entregó a Stalin, quien los llevó y ejecutó en la Unión Soviética, episodio histórico real conocido como la Repatriación de los cosacos. Alec Trevelyan se considera huérfano, ya que en su infancia, su padre no habría soportado la vergüenza de sobrevivir a la traición británica, así que mató a su esposa y se suicidó. 

### Trabajo para el Servicio Secreto Británico (MI6)
Alec Trevelyan trabajó para el MI6 (donde era el Agente 006), hasta 1986, donde se le dio por muerto: En una misión en Arcángel, Trevelyan trabajaba con su excolega y amigo James Bond; el objetivo principal de la misión era destruir un Centro de Producciones de Armas Químicas. En la Instalación, la misión se vio fallida cuando el General Arkady Grigorovich Ourumov y un destacamento capturaron a Trevelyan, mientras Bond instalaba unos explosivos en unos tanques de gas de la misma sala. El General Ourumov usó a Trevelyan como rehén para capturar a Bond también. Antes de aceptar entregarse, Bond cambio el temporizador de uno de los explosivos (de 6 minutos, lo acordado en la misión, a 3); sin embargo, el General Ourumov igual disparó a Trevelyan. Bond, asumiendo la muerte de, su entonces, colega y amigo, logró salir de la Instalación y escapar en un avión antes de que el Centro de Producciones de Armas Químicas se destruyera.

### Líder del Sindicato Janus
Nueve años después, en Montecarlo, James Bond se encontraba investigando a una expiloto de Caza Soviética, Xenia Onatopp; que se cree que estaba involucrada con un sindicato criminal llamado Janus. Al día siguiente, en un barco, durante la demostración del helicóptero "Tiger" con blindaje contra pulso electromagnético (EMP), éste es robado y volado con dirección al Norte de Rusia. Los primeros sospechosos son el sindicato Janus de San Petersburgo. La información que el MI6 tiene del grupo Janus, es que son fabricantes de armas: los primeros en abastecer a Irak en la Guerra del Golfo; y que el único contacto confirmado es Onatopp.
James Bond viaja a San Petersburgo, Rusia. Al llegar, hace contacto con el agente de la CIA Jack Wade; quien lo lleva con la competencia de Janus: un ex KGB llamado Valentin Zukovsky, conocido por Bond. Este en su oficina le señala que Janus es un Cosaco de Lienz; Bond le pide si puede interceder por él para organizar una reunión. En el anochecer, en el Hotel Atlantic, luego de una "lucha" con Onatopp, ella lo lleva a un misterioso Parque de Estatuas de Líderes Soviéticos, donde Bond descubre la identidad de Janus: inesperadamente es su excolega y amigo Alec Trevelyan. Ahora Trevelyan tenía la mitad derecha de su rostro desfigurada por la explosión de la Instalación en la misión en Arcángel hace nueve años atrás. Trevelyan culpa a Bond de la desfiguración de su rostro al cambiar el temporizador de los explosivos de 6 minutos a 3. Trevelyan le confiesa a Bond que los motivos de su traición al Gobierno Británico son personales: quiere vengar la muerte de sus padres, quienes eran cosacos y fueron traicionados por los británicos en 1945. Su padre no había soportado la vergüenza de sobrevivir a la traición Británica, por lo que mató a su esposa y se suicidó.

### Su muerte
James Bond y la programadora Natalya Simonova, con la ayuda del agente de la CIA Jack Wade , logran llegar a la Antena esférica (con 305 m de diámetro) secreta en Cuba; desde donde opera el grupo criminal Janus. Mientras Natalya intenta desactivar el satélite "Mischa" (con objetivo hacia Londres); Bond tiene una lucha cuerpo a cuerpo con Trevelyan alrededor de la Antena esférica. Durante el combate, Bond queda en peligro de caer de una gran altura desde una pequeña plataforma de la Antena, pero en una maniobra invierte la situación logrando que Trevelyan este bajo su control; este último, buscando la compasión de Bond para que no le suelte, en ese momento le dice: "James, ¿Por Inglaterra?" y Bond le contesta: "No, por mí", para luego, soltarlo dejándolo caer. Después de sobrevivir a una caída de varios metros de altura, solo queda inconsciente unos segundos para que inmediatamente muera aplastado por la antena esférica luego de ser desprendida por su destrucción.

## Plan
Su plan involucra robar el disco de GoldenEye, las llaves y códigos de acceso y destruir el complejo de Severnaya utilizando una explosión nuclear a base de pulsos electromagnéticos del satélite Petya, logrando borrar cualquier evidencia. Sus asistentes (Ourumov y Xenia Onatopp) escaparon de Severnaya protegiéndose con el Helicóptero Tiger, el cual es inmune a los pulsos electromagnéticos. El satélite nuclear Mischa ayudaría a Trevelyan a robar cientos de millones de libras vía computadora del Banco de Inglaterra en Londres, borrando toda evidencia de dicha transacción. Mischa también destruiría la economía británica, haciendo que el gobierno enfrentase una crisis monetaria que llevaría a un caos en el mercado de acciones global.

## Secuaces y Aliados
- Xenia Onatopp

Una ex-piloto de cazas soviética. De personalidad sádica, es la mano derecha perfecta de Janus. Tiene la habilidad poco ortodoxa de asesinar víctimas masculinas durante el acto sexual usando sus muslos. para aprisionar las caderas. Es la única miembro del sindicato Janus conocida por la Inteligencia Británica. 
- General Arkady Grigorovich Ourumov

Un honorable y respetado General en Rusia, encargado de la División Espacial. Ante los ojos de James Bond, fue el ejecutor de Alec Trevelyan durante la misión en Arcángel, sin embargo, fue sobornado por el mismo Sindicato Janus para traicionar a su nación, robar y hacerles llegar el Goldeneye. 
- Boris Grishenko

Un excéntrico programador experto que trabajaba en el Centro de Control Satelital en Severnaya. Fue capaz de hackear al mismo FBI. Se cree desaparecido tras el incidente de Severnaya, pero reaparece formando parte del Sindicato Janus.  

## Curiosidades
- Según la historia y lo argumentado por el filme, Alec Trevelyan podría ser originario de la Unión Soviética, y sugiere que durante su niñez fue a parar bajo tutela del Reino Unido, por lo que no es inglés.

- Es probable que antes de su asignación como el 006 fuera comandante de los marinos reales.

- Es notable la gran capacidad militar del ex 006, durante la pelea en la sala del transmisor logra mantener la ventaja en un mano a mano con el 007, propinándole el doble de golpes, justo después de recibir una herida de bala en su brazo y resistir una fuerte caída, además de sus habilidades de sigilo: incluso Bond tiene dificultades para detectar su presencia en la persecución en la antena.

- Datos: Q2832397